# Vuelta al Táchira 2001
La 36ª edición de la Vuelta al Táchira se disputó desde el 12 hasta el 24 de enero de 2001.
Perteneció al calendario de la Federación Venezolana de Ciclismo. El recorrido contó con 13 etapas y 1712 km, transitando por los estados de Barinas, Portuguesa, Mérida y Táchira.
El ganador fue el venezolano Noel Vásquez del equipo Lotería del Táchira, quien fue escoltado en el podio por Carlos Maya y Aldrin Salamanca.
Las clasificaciones secundarias fueron; Pável Brutt ganó la clasificación por puntos, Carlos Maya la montaña, el sprints para Pedro Pablo Pérez, y la clasificación por equipos la ganó el equipo Lotería del Táchira

## Equipos participantes
Participaron 25 equipos conformados por entre 6 y 8 corredores, de los cuales trece fueron venezolanos y doce extranjeros con equipos de Colombia, México, Cuba, Estados Unidos, Costa Rica, Alemania Italia y Rusia. Iniciaron la carrera 180 ciclistas de los que finalizaron 94.
| - Lotería del Táchira - Kino Táchira - Café Cordillano - Alcaldía de Socopó - Triple Gordo - Gobernación de Trujillo - Triple Gordo - Gobernación de Trujillo B - Gobernación del Táchira - Alcaldía de Cabimas - Alcaldía de Cabimas B - Lotto Fortuna - Gobernación de Mérida - Club Torbes - Ciclo Caipe - Comerciantes de Socopó | - Lokosphinx - Universidad Autónoma de Guadalajara - Selle Italia - San Paolo - Saeco Colzi - Bono de Ciclismo - Peugot - Lombardi Sports - New York USA - Café de Costa Rica - Selección Nacional de Cuba - Selección Nacional de Cuba B |

## Etapas
| Etapa | Fecha       | Recorrido                             | Km    | Ganador         | Lider            |
| 1.ª   | 12 de enero | Circuito en Barinas                   | 118   | Pável Brutt     | Pável Brutt      |
| 2.ª   | 13 de enero | Circuito en Ciudad Bolivia            | 120   | Andris Nauduzs  | Pável Brutt      |
| 3.ª   | 14 de enero | Barinas - Sabaneta                    | 157,3 | Manuel Guevara  | Manuel Guevara   |
| 4.ª   | 15 de enero | Santa Bárbara - Santa Ana del Táchira | 160,7 | Tommy Alcedo    | Manuel Guevara   |
| 5.ª   | 16 de enero | CRI en San Cristóbal                  | 18,8  | Julio Bernal    | Pável Brutt      |
| 6.ª   | 17 de enero | La Fría - Mérida                      | 156,3 | Noel Vásquez    | Pável Brutt      |
| 7.ª   | 18 de enero | Mérida - Tovar                        | 128,4 | José Chacón     | Pável Brutt      |
| 8.ª   | 19 de enero | Zea - La Grita                        | 125,2 | Rodolfo Camacho | Aldrin Salamanca |
| 9.ª   | 20 de enero | Seboruco - Cerro El Cristo            | 144   | Carlos Maya     | Noel Vásquez     |
| 10.ª  | 21 de enero | Circuito en San Cristóbal             | 115,2 | Alexis Méndez   | Noel Vásquez     |
| 11.ª  | 22 de enero | Colón - La Tendida - Colón            | 182,5 | César Salazar   | Noel Vásquez     |
| 12.ª  | 23 de enero | Táriba - Bramón                       | 164,8 | Tommy Alcedo    | Noel Vásquez     |
| 13.ª  | 24 de enero | San Cristóbal - Ureña - San Cristóbal | 136,1 | Federico Muñoz  | Noel Vásquez     |

## Clasificaciones

### Clasificación general
| Posición | Ciclista         | Equipo                                 | Tiempo     |
|          | Noel Vásquez     | Lotería del Táchira                    | 41:54:01   |
| 2.º      | Carlos Maya      | Lotería del Táchira                    | + 00:02:50 |
| 3.º      | Aldrin Salamanca | Lotería del Táchira                    | + 00:03:02 |
| 4.º      | Pável Brutt      | Lokosphinx                             | + 00:04:20 |
| 5.º      | Rodolfo Camacho  | Triple Gordo - Gobernación de Trujillo | + 00:04:55 |
| 6.º      | José Chacón      | Kino Táchira                           | + 00:05:01 |
| 7.º      | Álvaro Lozano    | Alcaldía de Cabimas                    | + 00:06:40 |
| 8.º      | Federico Muñoz   | Triple Gordo - Gobernación de Trujillo | + 00:06:45 |
| 9.º      | Álvaro Sierra    | Triple Gordo - Gobernación de Trujillo | + 00:07:03 |
| 10.º     | Tommy Alcedo     | Kino Táchira                           | + 00:07:52 |

### Clasificación por puntos
| Posición | Ciclista     | Equipo              | Puntos |
|          | Pável Brutt  | Lokosphinx          | 121    |
| 2°       | Carlos Maya  | Lotería del Táchira | 101    |
| 3°       | Tommy Alcedo | Kino Táchira        | 101    |

### Clasificación de la montaña
| Posición | Ciclista        | Equipo                                 | Puntos |
|          | Carlos Maya     | Lotería del Táchira                    | 52     |
| 2°       | Noel Vásquez    | Lotería del Táchira                    | 49     |
| 3°       | Rodolfo Camacho | Triple Gordo - Gobernación de Trujillo | 36     |

### Clasificación de los sprints
| Posición | Ciclista          | Equipo                              | Puntos |
|          | Pedro Pablo Pérez | Selección Nacional de Cuba          | 56     |
| 2°       | Javier Anaya      | Lotto Fortuna                       | 42     |
| 3°       | Florencio Ramos   | Universidad Autónoma de Guadalajara | 42     |

### Clasificación sub-23
| Posición | Ciclista     | Equipo       | Tiempo       |
|          | Bandera de ? | Bandera de ? | Bandera de ? |
| 2°       | Bandera de ? | Bandera de ? | Bandera de ? |
| 3°       | Bandera de ? | Bandera de ? | Bandera de ? |

### Clasificación por equipos
| Posición | Equipo                                 |
|          | Lotería del Táchira                    |
| 2°       | Triple Gordo - Gobernación de Trujillo |
| 3°       | Kino Táchira                           |